# Román el Original
Román Ezequiel Sívori (Buenos Aires, 20 de noviembre de 1983), más conocido como Román el Original, es un cantante y compositor argentino que interpreta, entre otros estilos, la cumbia villera. En 2012 fue nominado a los Premios Gardel en la categoría de Mejor Artista Masculino Tropical por el álbum Esto soy yo.

## Biografía
El Original debutó como agrupación el 12 de abril de 2003 bajo la supervisión de Víctor Andrada Pablo, dueño de Vikingo Producciones, en el salón de baile S'Combro Bailable de Buenos Aires. El líder y vocalista de El Original es Román Ezequiel Sívori, nacido el 20 de noviembre de 1983, quien inició su carrera musical con el Grupo Chajá.
En una entrevista para televisión, Román afirmó que el nombre de «El Original» se refiere a la «originalidad» de su sonido, al incursionar en una cumbia con otros estilos y ritmos. El Original ha destacado entre otros artistas del género, debido principalmente al uso de efectos de sonido, así como al estilo de vocalización y a la combinación de diferentes géneros, desde ritmos tropicales y centroamericanos hasta música electrónica, permaneciendo como una de las agrupaciones de cumbia más reconocidas de Argentina y con mayor participación en festivales.
El Original ha publicado diez álbumes: Puro movimiento, El bombazo, ...Y con este te quedaste, Dando clase, No voy a parar, Sin rivales, Sencillo, Esto soy yo y La calidad musical. Con Esto soy yo logró una nominación en los Premios Gardel en su edición de 2012. También ha colaborado en canciones con otros artistas del género. La gran mayoría de sus canciones son covers, aunque también han grabado material original. Con el estilo de cumbia base, El Original ha logrado repercusión comercial, especialmente con canciones como "La Bomba" (su canción debut), "Marina", "Yo soy tu maestro", "El amor se fue", "Me tienes que olvidar" y "Te hago el amor", entre otros. En 2016, el artista firmó un contrato de distribución digital con la compañía argentina MOJO y ha publicado casi una veintena de sencillos desde entonces.

## Estilo
Desde sus orígenes, El Original estuvo enmarcado dentro del género de la cumbia villera, aunque se ha caracterizado por explorar diferentes estilos musicales. En 2005, Román Sívori empezó a mostrar interés por el reguetón puertorriqueño y decidió crear un nuevo ritmo al que llamó "cumbietón", en el que realiza una fusión de ambos géneros. El primer disco de El Original en este nuevo género fue Dando clase, publicado el mismo año. En el disco introdujo un ritmo fusionado de ambos estilos, al cual Román en entrevistas se refirió como "una mezcla de DJs". Este ritmo sería usado años más tarde por varios grupos denominados de "estilo turro". El recurso últimamente ha sido usado por el grupo en pequeños fragmentos de sus temas. Dentro de esta combinación de géneros, El Original ha añadido incluso ritmos de salsa dentro de sus temas de cumbia base o villera.
Además de la cumbia villera, El Original cuenta en su discografía con temas en cumbia con base sin sonidos sintéticos. Ha grabado o tocado en vivo otros estilos musicales como el ska, chamamé, cuarteto, rock and roll, raggamuffin, reguetón, estilo turro, lento y hip hop, entre otros.

## Discografía

### Álbumes de estudio
| Año  | Título                    | Discográfica |
| ---- | ------------------------- | ------------ |
| 2017 | Acústico en FM Pasión     | MOJO         |
| 2017 | Grabaciones inéditas      | MOJO         |
| 2016 | A dúo con amigos          | MOJO         |
| 2014 | Edición especial          |              |
| 2013 | La calidad musical        |              |
| 2009 | Sencillo                  |              |
| 2007 | Esto soy yo               |              |
| 2007 | Sin rivales               |              |
| 2005 | No voy a parar            |              |
| 2005 | Dando clase               |              |
| 2004 | ...Y con este te quedaste |              |
| 2004 | El bombazo                |              |
| 2003 | Puro movimiento           |              |

### Sencillos y EP
| Año  | Título                                              | Discográfica |
| ---- | --------------------------------------------------- | ------------ |
| 2020 | «Bomba Bom»                                         | MOJO         |
| 2020 | «Mi Cama Está Fría»                                 | MOJO         |
| 2020 | «Anímate»                                           | MOJO         |
| 2020 | «No Se Va» (con La Kuppé)                           | MOJO         |
| 2019 | «Parte Dos» (con El Villano, Mozthaza, Maxi Tolosa) | MOJO         |
| 2019 | «Que Regalen Tragos»                                | MOJO         |
| 2019 | «Su Flowcito»                                       | MOJO         |
| 2019 | «Disfruto»                                          | MOJO         |
| 2019 | «No te contaron mal»                                | MOJO         |
| 2019 | «La que pega (remix)» (con El Nikko DJ)             | MOJO         |
| 2018 | «Distinto»                                          | MOJO         |
| 2018 | «Taka»                                              | MOJO         |
| 2018 | «En vivo en Planeta Pasión»                         | MOJO         |
| 2017 | «Baila Reggeton»                                    | MOJO         |
| 2017 | «Acústico en FM Pasión»                             | MOJO         |
| 2017 | «Brujería (con Sandro Puentes)»                     | MOJO         |
| 2017 | «Cómo le digo»                                      | MOJO         |
| 2017 | «Muéstrame la mini» (con Néstor en Bloque)          | MOJO         |
| 2016 | «Tu novio»                                          | MOJO         |
| 2016 | «Camila» (con Dany Ubran)                           | MOJO         |
| 2016 | «Háblame por privado»                               | MOJO         |
| 2016 | «Incomprendidos» (con David Lozano)                 | MOJO         |
| 2016 | «Pasión Urbano»                                     | MOJO         |
| 2016 | «Suave (remix)» (con El Nikko DJ)                   | MOJO         |